# یعقوب آخوییز

یعقوب آخوییز (به انگلیسی: Jacob Akhuiz) مدافع اهل اسرائیل است که از سال ۱۹۸۰ تا ۱۹۸۶ میلادی عضو تیم ملی فوتبال اسرائیل بوده و در ۲۹ بازی ملی حضور داشته است.